# شاغة درنية
الشَّاغَة الدَّرْنِيَّة أو سمفوطن درني أو سنفيتون درني (الاسم العلمي:Symphytum tuberosum) هو نوع من النباتات يتبع جنس الشاغة من الفصيلة الحمحمية.